# صفحه اسکوشیا
صفحه اسکوشیا (انگلیسی: Scotia Plate) یک صفحه زمین‌ساختی در مرز اقیانوس اطلس و اقیانوس منجمد جنوبی‌است. گمان می‌رود شکل‌گیری این صفحه در اوایل ائوسن و هم‌زمان با باز شدن گذرگاه دریک که آمریکای جنوبی را از جنوبگان جدا می‌سازد، بوده‌است. حرکات این صفحه فرعی عمدتاً به‌وسیله دو صفحه اصلی پیرامون آن یعنی صفحه آمریکای جنوبی و صفحه جنوبگان کنترل می‌شود.
این صفحه تقریباً لوزی‌شکل با پهنای ۸۰۰ و طول ۳۰۰۰ کیلومتر از پوسته اقیانوسی و قاره‌ای تشکیل شده که امروزه در پیرامون دریای اسکوشیا پراکنده است. امروزه صفحه اسکوشیا تقریباً به‌طور کامل در زیر آب قرار گرفته و تنها در برخی نقاط کوچک مانند جزایر جورجیای جنوبی و ساندویچ جنوبی در لبه شمال شرقی صفحه و انتهای جنوبی آمریکای جنوبی بیرون از آب قرار دارد.